# Chartocerus delicatus
Chartocerus delicatus is een vliesvleugelig insect uit de familie Signiphoridae. De wetenschappelijke naam is voor het eerst geldig gepubliceerd in 1933 door Girault.